# 481

## Събития
- Теодорих Страбон се бие с българите през 480 / 481 г.
- Теодорих Велики получава от византийския император Зенон по-голяма заселническа територия в Moesia II и Dacia Ripensis (Долна Мизия и Крайбрежна Дакия).

## Починали
- Теодорих Страбон умира през 481 г. при злополука с кон при Stabulum Diomedis, близо до Филипи или Филипопол (днес Пловдив) в Тракия.